# Stefan Batory (1553–1601)
Stefan Batory (ur. 1553, zm. 24 lutego 1601 w Partium) – węgierski szlachcic, namiestnik Krasnego, syn Andrzeja Batorego i Małgorzaty Majláth.

## Życiorys
Stefan był bratankiem i imiennikiem króla polskiego Stefana Batorego. Stryj planował ożenić go z córką króla Szwecji Jana III Wazy, Anną. Do ślubu nie doszło, gdyż w czerwcu 1580 Batory ożenił się z Zuzanną Bebek. W tym samym roku siostra Zuzanny, Anna została żoną brata Stefana Gabriela. Z małżeństwa Stefana i Zuzanny pochodziło siedmioro dzieci:
- Stefan (ur. 1582, zm. 1583),
- Andrzej (ur. 18 lipca 1584, zm. 1585),
- Zuzanna (ur. 1585),
- Zygmunt (ur. 1587),
- Gabriel – książę Siedmiogrodu,
- Mikołaj (ur. 1593),
- Anna – żona Dionizego Bánffy i Zygmunta Jósiki.

W 1595 zmarła żona Stefana Batorego, Zuzanna Bebek. W lipcu 1596, dzięki pośrednictwu brata, biskupa warmińskiego Andrzeja, drugą żoną Stefana została córka wojewody pomorskiego, Zofia Kostka, córka Krzysztofa i Katarzyny Konopackiej. Z małżeństwa tego pochodził najmłodszy syn Stefana, Andrzej. Po śmierci Stefana w lutym 1601, jego dzieci zostały rozdzielone. Wdowa po Batorym wyjechała do Polski wraz z synem Andrzejem, zaś Gabriel i Anna trafili pod opiekę Stefana Batorego z Ecsed.